# Sachiko Katō
Pour les articles homonymes, voir Kato.
Pas d'image ? Cliquez ici

a Compétitions nationales et continentales officielles uniquement.

b Matchs officiels uniquement.
Sachiko Katō (加藤 幸子, Katō Sachiko), née le 19 février 2000 dans la préfecture d'Aichi (Japon), est une joueuse internationale japonaise de rugby à XV évoluant au poste de pilier. Elle joue au Yokogawa Musashino.

## Biographie
Sachiko Katō naît le 19 février 2000.
En 2020, elle joue pour le club des Exeter Chiefs en Angleterre. Elle compte onze sélections en équipe du Japon quand elle est retenue en septembre 2022 pour disputer la Coupe du monde en Nouvelle-Zélande.
En juillet 2025, comptant désormais 29 capes en équipe nationale, elle est à nouveau retenue pour la Coupe du monde.